# Brouy
Brouy é uma comuna francesa na região administrativa da Ilha de França, no departamento de Essonne. Estende-se por uma área de 8.39 km². Em 2010 a comuna tinha 131 habitantes (densidade: 15,6 hab./km²).